# برينو لوبيز (لاعب كرة قدم)
برينو لوبيز (بالبرتغالية: Breno Lopes) هو لاعب كرة قدم برازيلي في مركزي الهجوم، ولد في 24 يناير 1996 في بيلو هوريزونتي في البرازيل.

## وصلات خارجية
- برينو لوبيز (لاعب كرة قدم) على موقع إي إس بي إن إف سي (الإنجليزية)
- برينو لوبيز (لاعب كرة قدم) على موقع قاعدة بيانات كرة القدم.إي يو (الإنجليزية)
- برينو لوبيز (لاعب كرة قدم) على موقع ليكيب (الفرنسية)
- برينو لوبيز (لاعب كرة قدم) على موقع Soccerway.com (الإنجليزية)
- برينو لوبيز (لاعب كرة قدم) على موقع عالم كرة القدم.نت (الإنجليزية)